# Triaize
 (janvier 2011).
Triaize est une commune française située dans le département de la Vendée, en région Pays de la Loire.
Ses habitants sont nommés Triolais et Triolaises (en français), Triolas et Triolases en poitevin.

## Géographie
Le territoire municipal de Triaize s'étend sur 5 715 hectares. L'altitude moyenne de la commune est de 2 mètres, avec des niveaux fluctuant entre 0 et 17 mètres,.
Triaize est située entre Luçon et Saint-Michel-en-l'Herm, au sud-ouest de la Vendée.
| Chasnais               | Les Magnils-Reigniers | Luçon                |
| Saint-Denis-du-Payré   | Triaize               | Champagné-les-Marais |
| Saint-Michel-en-l'Herm | Océan atlantique      |                      |

### Climat
Pour des articles plus généraux, voir Climat des Pays de la Loire et Climat de la Vendée.
En 2010, le climat de la commune est de type climat océanique altéré, selon une étude du CNRS s'appuyant sur une série de données couvrant la période 1971-2000. En 2020, Météo-France publie une typologie des climats de la France métropolitaine dans laquelle la commune est exposée à un climat océanique et est dans une zone de transition entre les régions climatiques « Bretagne orientale et méridionale, Pays nantais, Vendée » et « Littoral charentais et aquitain ». 
Pour la période 1971-2000, la température annuelle moyenne est de 12,5 °C, avec une amplitude thermique annuelle de 13,7 °C. Le cumul annuel moyen de précipitations est de 767 mm, avec 12,1 jours de précipitations en janvier et 5,8 jours en juillet. Pour la période 1991-2020, la température moyenne annuelle observée sur la station météorologique de Météo-France la plus proche, « Sainte Gemme la Plaine_sapc », sur la commune de Sainte-Gemme-la-Plaine à 12 km à vol d'oiseau, est de 13,0 °C et le cumul annuel moyen de précipitations est de 809,1 mm,. Pour l'avenir, les paramètres climatiques de la commune estimés pour 2050 selon différents scénarios d'émission de gaz à effet de serre sont consultables sur un site dédié publié par Météo-France en novembre 2022.

## Urbanisme

### Typologie
Au 1er janvier 2024, Triaize est catégorisée bourg rural, selon la nouvelle grille communale de densité à sept niveaux définie par l'Insee en 2022.
Elle est située hors unité urbaine. Par ailleurs, la commune fait partie de l'aire d'attraction de Luçon, dont elle est une commune de la couronne,. Cette aire, qui regroupe 13 communes, est catégorisée dans les aires de moins de 50 000 habitants,.
La commune, bordée par l'océan Atlantique, est également une commune littorale au sens de la loi du 3 janvier 1986, dite loi littoral. Des dispositions spécifiques d’urbanisme s’y appliquent dès lors afin de préserver les espaces naturels, les sites, les paysages et l'équilibre écologique du littoral, tel le principe d'inconstructibilité, en dehors des espaces urbanisés, sur la bande littorale des 100 mètres, ou plus si le plan local d’urbanisme le prévoit.

### Occupation des sols
L'occupation des sols de la commune, telle qu'elle ressort de la base de données européenne d’occupation biophysique des sols Corine Land Cover (CLC), est marquée par l'importance des territoires agricoles (98 % en 2018), une proportion sensiblement équivalente à celle de 1990 (98,2%). La répartition détaillée en 2018 est la suivante : 
terres arables (49,7%), prairies (44,4%), zones agricoles hétérogènes (3,9 %), zones urbanisées (1,5 %), zones humides côtières (0,5 %). L'évolution de l’occupation des sols de la commune et de ses infrastructures peut être observée sur les différentes représentations cartographiques du territoire : la carte de Cassini (XVIIIe siècle), la carte d'état-major (1820-1866) et les cartes ou photos aériennes de l'IGN pour la période actuelle (1950 à aujourd'hui).

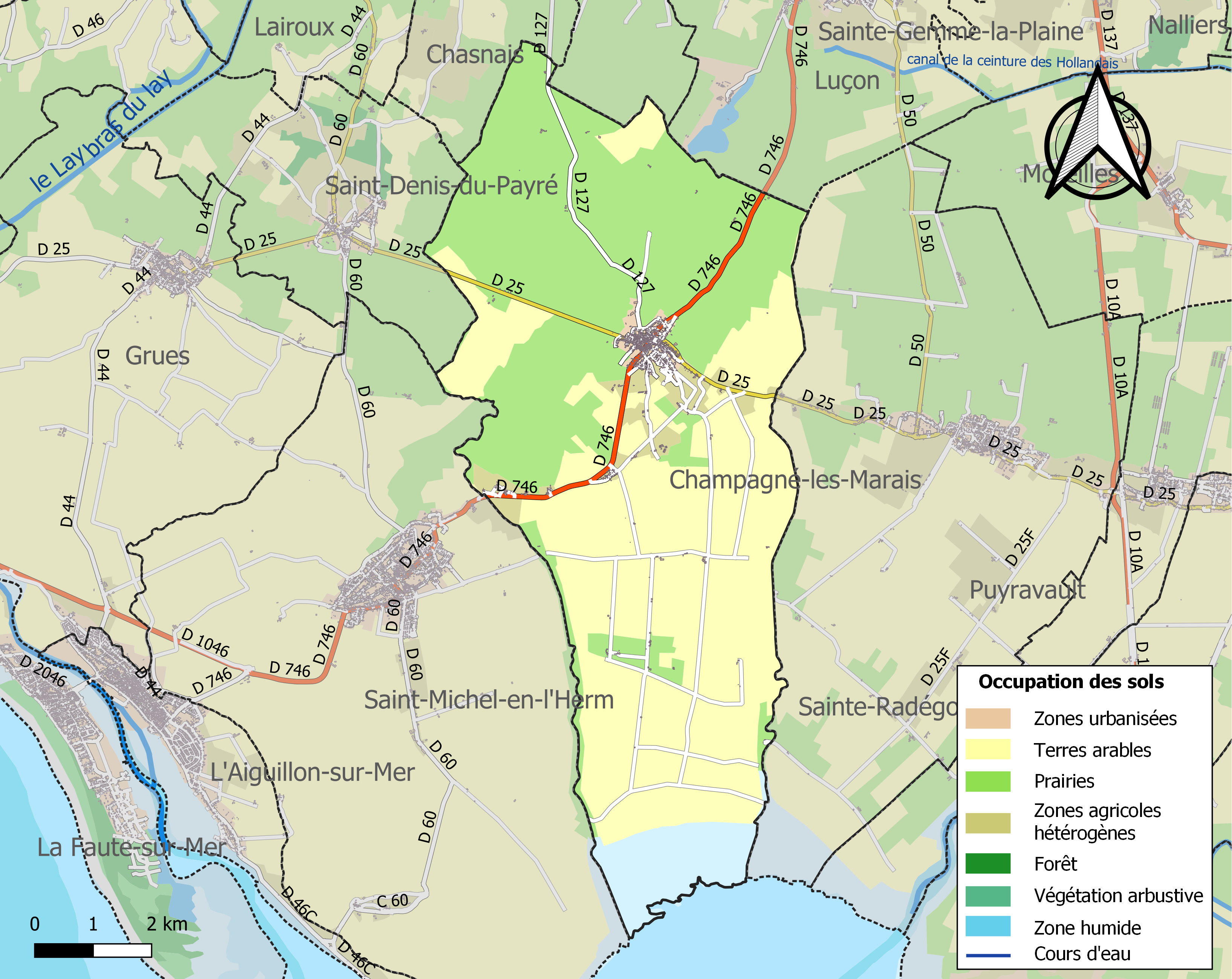
Carte des infrastructures et de l'occupation des sols de la commune en 2018 (CLC).

## Histoire
Les dénominations les plus anciennes connues sont : « Trissagum » et « Triaci vadum » (1117). Selon le chanoine Falc'hun, professeur à l'université de Rennes, le nom Triaize proviendrait du celtique « Tri-ac-ia », soit « lieu où quelque chose se trouve en triple » (les trois îles ?). Cf. P. Bourgoin et V. Piveteau).
Dans l'antiquité, la mer baigne Luçon et Triaize ne compte que trois îles du golfe des Pictons. L’île du Bourg, sur laquelle sont découverts une hache en pierre polie et deux silex du type Grand Pressigny, est la plus étendue. L’île Le Vignaud est la plus petite et la moins élevée et l'île de la Dune, située au sud-ouest du bourg, est la plus élevée avant sa réduction par l'exploitation d'une carrière de pierre au XIXe siècle. À partir du XIIe siècle, les moines de l’abbaye de Luçon entreprennent le dessèchement des marais, peu à peu comblés par les dépôts marins et fluviatiles. Ils édifient digues et canaux et construisent une église. La création de l'évêché de Luçon en 1317 ne change pas la situation. Après un concordat avec Regnaud de Thouars et la cession des terres par l'évêché au chapitre, ce dernier ne cesse d’agrandir ses possessions prises sur la mer. Les guerres de religion mettent un frein à la conquête des terres, mais Triaize atteint cependant une superficie de 4 018 hectares à l’époque de Richelieu. Jusqu'à la Révolution, la seigneurie de Triaize constitue le dernier grand domaine du chapitre de Luçon, qui participe à la vie religieuse locale, notamment par la création d'une école vers 1769. Triaize est une commune essentiellement agricole avec ses nombreuses cabanes ou fermes, un artisanat et des commerces liés à cette agriculture. La population passe de 1 606 habitants à 956 habitants entre 1866 et 1990. Depuis 1863, la commune est connue pour « ses courses asines et chevalines » ainsi que pour la fête de la bouse, en souvenir de l'époque où les habitants utilisaient de la bouse séchée comme moyen de chauffage.
Triaize, ainsi que Grues et Saint-Denis-du-Payré, étaient autrefois des îles d'où le nom de l'école : Les trois îles.
Cette formule se retrouve dans d'autres communes du Poitou… étant même appliquée au Poitou en général. À Triaize, au XIXe siècle, il y aurait eu à la cabane du Bourdeau, un élevage d'ânes (sorte de haras ?).
Pierre Bourgoin, curé de Triaize dans les années 60-70, publie en 1979 une monographie intitulée Triaize devint Triaize, histoire des dessèchements d'une commune du Bas-Poitou. Il publiera aussi en 1991, Espace né de la mer, imp. LIO Luçon, 163 p. Ce titre inspira les créateurs de la communauté de communes : « Pays né de la mer ».
On peut également lire de Yves Le Quellec[Quoi ?], Petite histoire du Marais Poitevin, Geste éditions, 1998, 111 p.

## Langue
Le parler de Triaize appartient au domaine de la langue poitevine.
Le pronom « je » = i.  Le pronom « il » (masc) = le ;  le pronom « il » (neutre) = o  (par ex. « o molle » (il pleut)),.
La commune fut le point d'enquête 62 pour l'Atlas linguistique de l'Ouest, établi dans les années 1950-1960, Horiot-Massignon, éd. du CNRS.
D'autres ouvrages ont également été consacrés au sujet comme Le Parler de Triaize (Suzel Bousseau-Jardin, mémoire D.E.S., fac. des lettres de Poitiers, dans les années 1960) et Parlange marouin (Vianney Piveteau,  supp. à Etuderies no 1, 1987. FR BNF 35048950).

## Population et société

### Démographie

#### Évolution démographique
L'évolution du nombre d'habitants est connue à travers les recensements de la population effectués dans la commune depuis 1793. Pour les communes de moins de 10 000 habitants, une enquête de recensement portant sur toute la population est réalisée tous les cinq ans, les populations de référence des années intermédiaires étant quant à elles estimées par interpolation ou extrapolation. Pour la commune, le premier recensement exhaustif entrant dans le cadre du nouveau dispositif a été réalisé en 2006.

En 2022, la commune comptait 1 061 habitants, en évolution de +4,12 % par rapport à 2016 (Vendée : +5,33 %, France hors Mayotte : +2,11 %).
| 1793 | 1800 | 1806 | 1821  | 1831  | 1836  | 1841  | 1846  | 1851  |
| ---- | ---- | ---- | ----- | ----- | ----- | ----- | ----- | ----- |
| 904  | 902  | 822  | 1 105 | 1 171 | 1 172 | 1 324 | 1 400 | 1 473 |

| 1856  | 1861  | 1866  | 1872  | 1876  | 1881  | 1886  | 1891  | 1896  |
| ----- | ----- | ----- | ----- | ----- | ----- | ----- | ----- | ----- |
| 1 588 | 1 603 | 1 560 | 1 448 | 1 482 | 1 515 | 1 448 | 1 466 | 1 538 |

| 1901  | 1906  | 1911  | 1921  | 1926  | 1931  | 1936  | 1946  | 1954  |
| ----- | ----- | ----- | ----- | ----- | ----- | ----- | ----- | ----- |
| 1 509 | 1 520 | 1 547 | 1 286 | 1 300 | 1 355 | 1 271 | 1 167 | 1 139 |

| 1962  | 1968  | 1975 | 1982 | 1990  | 1999 | 2006 | 2011  | 2016  |
| ----- | ----- | ---- | ---- | ----- | ---- | ---- | ----- | ----- |
| 1 106 | 1 032 | 946  | 981  | 1 027 | 956  | 976  | 1 067 | 1 019 |

| 2021  | 2022  | - | - | - | - | - | - | - |
| ----- | ----- | - | - | - | - | - | - | - |
| 1 036 | 1 061 | - | - | - | - | - | - | - |

#### Pyramide des âges
En 2018, le taux de personnes d'un âge inférieur à 30 ans s'élève à 27,4 %, soit en dessous de la moyenne départementale (31,6 %). À l'inverse, le taux de personnes d'âge supérieur à 60 ans est de 34,4 % la même année, alors qu'il est de 31,0 % au niveau départemental.
En 2018, la commune comptait 520 hommes pour 479 femmes, soit un taux de 52,05 % d'hommes, largement supérieur au taux départemental (48,84 %).
Les pyramides des âges de la commune et du département s'établissent comme suit.
| Hommes | Classe d’âge | Femmes |
| ------ | ------------ | ------ |
| 1,0    | 90 ou +      | 1,5    |
| 9,6    | 75-89 ans    | 11,1   |
| 23,0   | 60-74 ans    | 22,5   |
| 18,5   | 45-59 ans    | 22,2   |
| 18,9   | 30-44 ans    | 17,0   |
| 13,0   | 15-29 ans    | 11,7   |
| 16,0   | 0-14 ans     | 14,0   |

| Hommes | Classe d’âge | Femmes |
| ------ | ------------ | ------ |
| 0,8    | 90 ou +      | 2,2    |
| 8,7    | 75-89 ans    | 11,1   |
| 20,3   | 60-74 ans    | 21,3   |
| 20     | 45-59 ans    | 19,4   |
| 17,5   | 30-44 ans    | 16,8   |
| 15     | 15-29 ans    | 13,2   |
| 17,7   | 0-14 ans     | 16,1   |

## Économie
La commune héberge la ZA Les Hautes Pelées, zone d'activité intercommunale, gérée par la Communauté de Communes Sud Vendée Littoral, dans le cadre de sa compétence développement économique.
La commune de Triaize est rarement indiquée dans les ouvrages touristiques, ainsi dans le guide Michelin « Pays de la Loire », elle est absente, ce qui semble une constante pour cette publication. Ce qui n'exclue pas de la part de la commune une certaine activité touristique (camping, batellerie ou de locations de bateaux pour visiter le marais poitevin…).
La commune possède une miellerie, celle des Fontenelles. Il s'agit d'une ferme apicole qui non seulement propose du miel à la vente, mais aussi des produits cosmétiques.
Elle n'est pas en situation de carence de l'initiative privée, puisqu'elle possède des commerces de proximité dont un bar-tabac, une boulangerie, ainsi qu'une supérette.

## Lieux et monuments
- Clocher : Triaize possède un clocher tout à fait exceptionnel de par sa forme. Il existe d'ailleurs une légende sur la construction de ce clocher : Gargantua serait passé par là et, ayant envie de faire ses besoins, serait allé sur le clocher d'où cette forme si particulière. Une variante plus développée de la légende raconte que Gargantua, ayant soif, but tant d'eau qu'il assécha le marais ; puis ayant faim, il mangea tant d'huîtres que, naguère, on voyait encore le tas de coquilles au lieu-dit Les Chaux (entre Triaize et St-Michel) ; enfin, voulant se soulager, il mit un pied sur l'église de Luçon, l'autre sur celle de St-Michel, et de trois crottes fit celle de Triaize. (Source orale triolaise, VP).
- Église Saint-Jean-l’Évangéliste (fin XIe ou XIIe, XVIIe, XVIIIe et XIXe siècles) Pierre – place Georges-Clemenceau. Construit selon le plan des églises romanes de la région, cet édifice est composé d’une nef coupée d’un transept. L’abside semi-circulaire, construite vers 1771, remplace le chœur carré d'origine. La nef, le transept et le chœur sont à l’origine couverts d'une voûte en pierres, comme l’attestent la voûte du croisillon sud et l’absidiole des fonts baptismaux, seule partie ayant survécu au saccage de l’église par les huguenots de La Rochelle en 1622. Vers la fin du XVIIIe siècle est construit le clocher, qui se caractérise par la conception de la charpente et par son triple renflement. Sur le côté sud, se trouve une porte du XVe siècle dite porte des Morts parce qu’au terme de la cérémonie de sépulture, le corps du défunt passait par cette porte pour aller dans le cimetière contigu.
- Modillon (XIIe siècle – calcaire – église Saint-Jean-l'Évangéliste) Ornements saillants répétés de proche en proche sous la corniche, les modillons, dans l'art roman, représentent souvent des animaux fantastiques et des figures grimaçantes.
- Cul-de-lampe (fin du XIe ou début du XIIe siècle – église Saint-Jean-l'Évangéliste) Située dans le chœur, cette sculpture en cul de lampe représentant une tête grimaçante supportait la voûte sur croisée d'ogive en pierre, désormais démolie.
- Statues : Dans le chœur, on voit d'un côté la statue de Saint Hilaire, de l'autre celle de Sainte Triaize. [Sainte Triaize, contemporaine de Saint Hilaire, IVᵉ s. La rue Ste-Triaize, à Poitiers, a été renommée rue Jules-Ferry. Fête le 16 août. Cf. Ch. de Chergé, Les vies des saints du Poitou, 1856.]
- Portes du chapitre (de 1740, en granit et calcaire) Installées à l'embouchure du canal de Luçon, au XVIIIe siècle par le chapitre cathédrale, ces portes marines sont destinées à maintenir un niveau d’eau constant dans la voie d’eau dont le chapitre est gestionnaire, afin de favoriser le commerce.
- Portes anciennes de la Varenne. Écluse construite dans la deuxième moitié du XVIIe siècle sur l'ancien canal de la Varenne. Cet ouvrage nécessaire au bon fonctionnement du marais, fut abandonné lors du redressement et du prolongement du canal de Luçon et du canal de la Varenne au XIXe siècle. Cet ouvrage, propriété de la Société des Grands Marais de Triaize, est désaffecté et dans un état de conservation médiocre (la vanne levante et les portes busquées en bois ayant été déposées, de même que le système de levage de la porte vanne et toutes les ferrures démontées), mais toute la construction en pierre de taille du système, dont une voûte en berceau plein-cintre, est encore visible dans le paysage.
- Vanne dite de la Prise des Grands Marais Salants. Élevée au lieu-dit de la Jeune Céline à l'extrémité est de la digue de la Bouhière, en 1791, par le chapitre de Luçon et l'État républicain. Elle a été restaurée en 1830. Cette vanne a une porte en bois manœuvrée par une crémaillère du côté marais et un nouveau clapet, métallique, manœuvré par une chaîne et un treuil du côté du canal évacuateur. Les bajoyeurs sont en pierre de taille avec un ajout de béton armé pour le clapet. L'ouvrage est toujours nécessaire au fonctionnement du système hydraulique du marais, à savoir à l'exondation des marais des Grands Marais Salants et leur irrigation en période de sécheresse.
- Vanne dite des Balises (1 porte). Construite dans la digue de protection ouest de la Prise de la Balise entre 1824 et 1850, cette vanne en bois s’inscrit dans une maçonnerie en pierre de taille calcaire de moyen appareil. Le système de levage est à vis, maintenu dans une poutre en bois. La vanne se positionne du côté des terres et la sortie donne dans le chenal vieux. Cet ouvrage qui était nécessaire à l’exondation des marais Est de la Prise de la Balises, n'a pas aujourd'hui connu de remaniement et n'a plus d’usage. Il est propriété d'une association notamment rattachée à la sauvegarde de l'environnement et du patrimoine.
- Vanne dite du Chenal Vieux. Élevée au lieu-dit du même nom dans la digue de protection de la Prise des Wagons en 1889, cette vanne se compose d'une porte en bois manœuvrée par une crémaillère. Les bajoyeurs et les montants sont en pierre de taille, le chapeau en béton. Cet ouvrage autrefois nécessaire à l’exondation des eaux du polder des Wagons n'a plus d'usage.
- Pont au lieu-dit la Charrie. Situé sur les communes de Triaize et de Champagné-les-Marais, les vestiges de ce pont consistent en deux blocs situés sur la digue droite du pont routier moderne. En amont un bloc rectangulaire en pierre de taille de calcaire de grand et moyen appareil, en aval un bloc en forme de pile arrondie et en glacis. Cet ouvrage possède un parement en pierre de taille de moyen appareil. Cet élément du patrimoine hydraulique structure de manière non négligeable le paysage de la commune de Triaize et à ce titre, mérite une attention particulière, notamment dans une logique de maintien de zones de marais sur ce territoire.
- Maison place Georges-Clemenceau (XVIIIe siècle - calcaire et granit). Propriété au XVIIIe siècle du chapitre cathédral de Luçon, cette maison est surnommée « Le château ». Les chanoines luçonnais viennent s’y reposer et surveiller la gestion de leurs domaines.
- Ferme de la Duranderie (XIXe siècle - pierre – Le Vigneau) Typique du marais du Sud-Vendée à la fin du XIXe siècle et au début du XXe siècle, cette habitation est appelée « cabane » et ses habitants des « cabaniers ». Construite en dur sur un petit clos de terrain, elle succède à la « hutte » en bois et torchis de l'époque du dessèchement du marais. Cette maison longue et basse, sans étage, possède parfois un grenier. Dotée d'un sol en terre battue, elle est habituellement couverte de tuiles courbes. Elle comprend à l'origine une ou deux pièces, la salle commune servant de cuisine, de salle à manger et de chambre à coucher. L'édifice est complété par une laiterie, un cellier et un potager. Devant la maison, un « quaireux » sorte de cour empierrée, est terminée par un plan incliné et pavé pour l’échouage des barques.
- L'écluse de la pointe aux Herbes (1880 – granit et calcaire – canal de Luçon). Un siècle et demi après l'installation des portes du chapitre, le recul de la mer et la poldérisation nécessitent la construction d'une grande écluse à sas à trois kilomètres en aval, à la Pointe-aux-Herbes. Elle est ensuite remplacée par une simple vanne, en raison de la disparition de la navigation commerciale.
- Écluse ou porte de la dune (Pierre – chenal vieux) Comme les autres ouvrages dans le marais desséché, cette écluse favorise l'écoulement des eaux vers la mer, et les retient l'été. Ce type d'ouvrage est situé aux extrémités des canaux évacuateurs et les avancées progressives des prises expliquent leur présence à l'intérieur des terres.
- Moule à bouses dit « Tapou » (Entre 1940 et 1945 – Fer – Diamètre 45 cm). L'utilisation des bouses en remplacement du bois de chauffage, totalement absent, est une particularité du marais desséché. Le fumier, mélangé à de la paille, est arrosé et longuement piétiné. Le torchis obtenu est ensuite moulé. Créé durant la Seconde Guerre mondiale, pour suppléer au manque de main-d’œuvre, et mis à sécher, ce combustible bien spécial ne répandait aucune odeur fétide. Chaque année, le dernier dimanche de juillet, les Triolais font revivre ce folklore.
- La digue des Wagons dernier rempart sur la baie de l'Aiguillon qui protège les cultures se découvre aux promeneurs à pied et à vélo.
- Les Mizottes. Prés salés recouverts par la mer lors des grandes marées.

## Pour approfondir